# پانزدهم
پانزدهم (انگلیسی: Fifteenth) یا «دوبل اکتاو» و به اختصار (15ma)، فاصله‌ای در موسیقی است که از ترکیبِ دو اکتاو به وجود می‌آید.
در اجرای موسیقی و در حرکتِ افقی نیز علامت فاصلۀ «پانزدهم درست» به معنی اجرا در دو اکتاو بالاتر نسبت به نتِ نوشته‌شده‌ است. «پانزدهم درست» از ۲۴ نیم‌پرده تشکیل شده و فاصله‌ای «مطبوع» شناخته می‌شود. در اعتدال مساوی فاصلۀ آن با نتِ پایه، ۲۴۰۰ سنت است. از آنجا که فاصلۀ «پانزدهم درست» ترکیبی از دو فاصلۀ «هشتم درست» است، در برخی از نت‌نویسیها به اشتباه از علامت (16va) و (16vb) استفاده شده‌است.
در اجرای همزمان و عمودی، با آنکه فاصلۀ پانزدهم نسبتاً دور است، اما گوش انسان تمایل دارد مانند همان نتِ پایه بشنود (مانند فاصله اکتاو). در حرکت افقی و موازی، از فاصله پانزدهم استفاده نمی‌شود و معمولاً از حرکت موازی، به فاصله یک اکتاو استفاده می‌شود.

مثال از اجرا و علامت گذاری فاصله «اکتاو» و «پانزدهم»

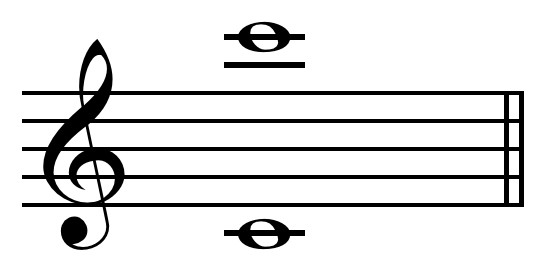
فاصله «پانزدهم» از نت دو